# Ludwig Hertling
Ludwig Freiherr von Hertling SJ (* 13. Februar 1892 in München; † 20. Juli 1980 in Wien) war ein deutscher Jesuit und Patristiker.

## Leben
Er studierte Philosophie, Theologie und Altertumswissenschaften in Innsbruck, Valkenburg und Wien. Nach der Priesterweihe 1921 lehrte er von 1934 bis 1962 als Professor für Patrologie und Alte Kirchengeschichte an der Pontificia Universitas Gregoriana. Nach den letzten Gelübden 1948 hatte er von 1962 bis 1965 die Schriftführung der Stimmen der Zeit inne. Ab 1965 lebte er im Kollegium Kalksburg.

## Schriften (Auswahl)
- Priesterliche Umgangsformen. Innsbruck 1928/1951, OCLC 73447921. archive.org
- Antonius der Einsiedler. Innsbruck 1929, OCLC 799329438.
- Lehrbuch des aszetischen Theologie. Innsbruck 1930, OCLC 1120591083.
- Das geistliche Leben. Wien 1933, OCLC 1203538516.
- Der Himmel. München 1935/1952, OCLC 71988117.
- Communio und Primat. Rom 1943, OCLC 72540410.
- mit Engelbert Kirschbaum: Die römischen Katakomben und ihre Märtyrer. Wien 1950, OCLC 560011725, 1955 2., erw. Aufl., OCLC 1091954827, eng. Milwaukee 1956, London 1965.
- Geschichte der Katholischen Kirche in den USA. Berlin 1954, OCLC 1091954827.
- Geschichte der Katholischen Kirche. Berlin 1949, 1953 (2., verb. u. erw. Aufl.,), 1960 (3. Auflage), eng. Westminster (Maryland) 1957, span. Barcelona 1960, ISBN 84-254-0204-2, frz. Tours 1962, it. Rom 1967, ISBN 88-311-3201-6, Morus Verlag Berlin 1967 (4., verb. u. erg. Aufl.); Leipzig 1982/1983.
- Die Jesuiten in Kärnten 1604–1773. 1859–1968. Klagenfurt 1975, OCLC 450244639.